# Fedro
(Fedro - Fabulae, IV, 10)
Gaio Giulio Fedro (20/15 a.C. circa – 50 d.C. circa) è stato uno scrittore romano, autore di celebri favole, attivo nel I secolo.
Fedro rappresenta una voce isolata della letteratura: riveste un ruolo poetico subalterno in quanto la favola non era considerata (analogamente a oggi) un genere letterario "alto" anche se possedeva un carattere pedagogico e un fine morale.

## Biografia
Il suo nome greco è Φαῖδρος (Fedros); non è invece certo se il nome in lingua latina fosse Phaedrus o Phaeder. Il latinista francese Louis Havet, curatore nel 1895 di una nota edizione delle Fabulae, suggerì la forma Phaeder sulla scorta di alcune iscrizioni, ma la forma latina Phaedrus è attestata in Cicerone riferendosi al filosofo epicureo e, in particolare, nei titoli – sia pure aggiunti posteriormente – di tre favole e in Aviano. Egli è pertanto identificato comunemente con Phaedrus.
Quanto al luogo di nascita, Fedro stesso afferma di essere nato sul monte Pierio, luogo di nascita delle Muse, che al tempo faceva parte della Macedonia; però egli sembra anche alludere alla Tracia come sua patria, vantata come terra di poeti. È certo che il monte sorgeva in prossimità del confine trace e alla fine del I secolo una rettifica dei confini delle due province lo ridusse in Tracia.
Fedro nacque intorno al 20/15 a.C. e giunse giovanissimo a Roma come schiavo, forse a seguito della violenta repressione, operata dal console Lucio Calpurnio Pisone, della rivolta avvenuta in Tracia nel 13 a.C. La sua venuta a Roma ancora bambino è stata dedotta dalla sua affermazione di aver letto da bambino il Telephus, una tragedia ora perduta di Ennio; ma non si può escludere, per quanto poco probabile, che egli abbia potuto già studiare latino in Macedonia, e pertanto la questione della data della sua venuta a Roma resta insoluta.
Che egli sia stato uno schiavo familiaris, appartenente alla familia di Augusto, e poi emancipato da questo imperatore è attestato nella titolazione manoscritta della sua opera, Phaedri Augusti liberti Fabulae Aesopiae; si deduce che il suo nome, dopo la liberazione, deve essere stato Caius Iulius Phaedrus, dal momento che i liberti assumevano il praenomen e il nomen  del loro patrono.
Se Fedro fosse effettivamente stato portato giovanissimo a Roma, potrebbe aver studiato alla scuola dell'erudito Verrio Flacco, tenuta nel tempio di Apollo che sorgeva sul Palatino dove studiavano anche i nipoti di Augusto, Gaio e Lucio, e di quest'ultimo, secondo un'ipotesi, potrebbe esser poi divenuto pedagogo, acquisendo quei meriti che, insieme con l'ascesa sociale, lo avrebbero portato alla libertà.
Come Fedro stesso ci informa, il ministro di Tiberio, Seiano, lo fece processare, sospettandolo di allusioni sgradite ai potenti. Ne uscì tuttavia indenne, forse anche per la caduta in disgrazia e la morte del prefetto, e poté continuare a scrivere indisturbato fino all'impero di Claudio (41-54), grazie a un liberto, Fileto, al quale è dedicato uno dei suoi ultimi componimenti, o forse anche fino all'impero di Nerone (54-68).

## Opere
I cinque libri superstiti delle Fabulae consistono in 102 componimenti (93 favole vere e proprie, più i prologhi e gli epiloghi), riconosciuti come certamente autentici; altre 32 favole – non comprese nei 5 libri canonici, ma certamente autentiche - sono contenute nella cosiddetta Appendix perottina, tratta nel XV secolo dall'umanista Niccolò Perotti da codici ora perduti.
Esistono tre storiche sillogi di favole in gran parte riconducibili a Fedro:
- le 67 favole del codice Leidensis Vossianus, appartenuto ad Ademaro di Chabannes
- le 62 favole contenute nel codice Gudianus Latinus di Wolfenbüttel, del X secolo
- le 83 favole del Romulus, cosiddetto dal nome che si è dato il compilatore, che sostiene di essere l'autore delle traduzioni in latino di favole dello scrittore greco Esopo.

## Il genere favolistico e Fedro
Il genere favolistico si trova praticato anche nei testi più antichi dell'umanità, quando si sia voluto rappresentare, attraverso un linguaggio semplice e metafore facilmente comprensibili, un principio di verità o un insegnamento morale. Anche l'utilizzo, a questo scopo, di racconti i cui protagonisti siano animali, attribuendo loro peculiarità morali e caratteristiche comportamentali, accettate dall'universale immaginazione o quanto meno dal comune pregiudizio umano, risponderebbe alla necessità di esemplificare e rendere immediatamente assimilabile il messaggio contenuto nel racconto.
In alcuni testi del Vicino Oriente mesopotamico, a differenza delle favole persiane e indiane, nelle quali predomina il gusto della narrazione fantastica, senza preoccupazioni di sottendere insegnamenti di ordine morale, si riscontrano insegnamenti di tipo sapienziali, mentre in testi egiziani e palestinesi - raccolti nei Proverbi biblici - si hanno diretti ed espliciti insegnamenti, senza la mediazione della narrazione favolistica.
Nel mondo greco, il genere della favola si presenta inizialmente nella forma dell'«aínos», nella similitudine, come mostra l'esempio offerto, nell'VIII secolo a.C., dall'Usignolo e lo sparviero narrato nelle Opere e i giorni di Esiodo - non a caso definito il primo favolista da Quintiliano, nel quale un usignolo, catturato dal rapace, cerca di impartirgli una lezione sul significato della giustizia.
Secondo i grammatici antichi, fu Archiloco, poeta di Paros, attivo nel VII secolo, il creatore della favola del tipo che sarà poi sviluppata da Esopo, ma restano scarsi frammenti, come frammenti di favola sono in Solone e in Simonide, del VI secolo.
Fedro riconosce la propria dipendenza dall'opera di Esopo, dando tuttavia alle sue favole maggiore dignità letteraria, riscrivendole in versi senari.
Le  favole di Fedro  hanno un doppio scopo: divertire il lettore con scene di carattere comico, ma anche suggerire "saggi consigli"  per vivere.
Seppure questo umile ma dignitoso ed arguto favolista non abbia ottenuto fra i suoi contemporanei quel successo che avrebbe tanto meritato, almeno presso il pubblico dotto, i suoi testi, riscoperti già nel Medioevo (molte le chiese in cui figurano bassorilievi raffiguranti le favole esopiche e fedriane) e successivamente nel XV secolo, furono ripagati da notevole fortuna in età moderna. Il favolista Jean de La Fontaine gli deve molto e le favolette di Fedro, per il loro stile semplice e i loro contenuti moraleggianti, ebbero notevole impiego, come già si è sottolineato, nell'insegnamento scolastico del latino.
Oltre che da La Fontaine, Fedro è stato apprezzato ed elogiato per il suo stile sobrio ma al contempo elegante da Giacomo Leopardi nello Zibaldone.

## Edizioni

### Editio princeps
- P. Pithou, Troyes 1596

### Edizioni moderne
- J. G. S. Schwabe, Phaedri Augusti liberti Fabulae Aesopiae libri V, 2 voll., F. Viervegii, Brunsvigiae 1806
- Phaedri Fabulae ex recensione Schwabii, Pomba, Torino 1831
- Ch. Y. Dresler, Fabulae Aesopiae, G. B. Teubner, Leipzig 1856-1890
- L. Müller, Phaedri Augusti liberti Fabulae Aesopiae, G. B. Teubner, Leipzig 1877-1890
- A. Riese, Fabulae Aesopiae, Tauschnitz, Leipzig 1885
- L. Havet, Phaedri Augusti liberti fabulae Aesopiae, recensuit usus editione Rosonboniani ad Ulixe Robert comparata, Hachette, Paris 1895
- J. P. Postgate, Phaedri Fabulae Aesopiae, cum N. Perotti Prologo et decem Novis Fabulis, Scriptorum classicorum Oxfoniensis, Oxford 1919
- C. Zander, Phaedrus solutus vel Phaedri fabulae novae XXX, Lund 1921
- D. Bassi, Phaedri Fabulae ad fidem codicis neapolitani denuo excussi, Corpus scriptorum Latinorum Paravianum, Torino 1920
- A. Guaglianone, Phaedri Augusti liberti libri fabularum, Paravia, Torino 1969
- A. Brenot, Phèdre, Fables, Les Belles Lettres, Paris 1989
- F. Pastore, Phaedrus, favole in napoletano, A.I.T.W. edizioni, Salerno 2006

### Traduzioni italiane
- Le favole di Fedro, traduzione di Enrico Bianchi, Firenze, G. C. Sansoni, 1926.
- Le favole, traduzione di Silvio Spaventa Filippi, Milano, Istituto editoriale italiano, 1927.
- M. Faggella, Le favole di Fedro, Milano, 1979.
- E. Mandruzzato, Fedro, Favole, Milano, 1989.
- F. Solinas, Fedro, Favole, Milano, 1992.
- L. Montanari, Fedro, Favole, Rusconi, Santarcangelo di Romagna, 2016.